# Abtenau
Abtenau este o localitate din landul Salzburg, Austria ridicat în anul 1507 la rangul de târg.